# The Greatest Showman
The Greatest Showman és una pel·lícula estatunidenca dirigida per Michael Gracey, estrenada l'any 2017. Es un film biogràfic sobre Phineas Taylor Barnum. S'ha subtitulat al català.
The Greatest Showman  va rebre comentaris divergents per part de crítics cinematogràfics, amb elogis per les actuacions, la música i la producció, però el film va ser blasmat per les seves llicències artístiques. La pel·lícula va rebre nominacions a millor pel·lícula musical o còmica i millor actor musical o còmic per a Hugh Jackman per l'edició dels Globus d'Or del 2018. La cançó "This is Me", va guanyar el Globus d'Or a la millor cançó original i va ser nominada a l'Oscar a la millor cançó original a la Gala de 2017. Va guanyar el Premi Grammy a la millor banda sonora de compilació per a Visual Media a la Gala de 2019.

## Argument
Als anys 1870, l'empresari americà Phineas Taylor Barnum veu desenvolupar-se els seus negocis, sobretot gràcies als espectacles de fenòmens (en anglès, freak shows). Crea a continuació el seu propi circ, el circ Barnum.

## Repartiment
- Hugh Jackman: P. T. Barnum
- Zac Efron: Phillip Carlyle
- Michelle Williams: Charity Barnum
- Rebecca Ferguson: Jenny Lind
- Zendaya: Anne Wheeler
- Keala Settle: Lettie Lutz, la dona barbuda
- Paul Sparks: James Gordon Bennett
- Diahann Carroll: Joice Heth
- Yahya Abdul-Mateen II: W. D. Wheeler
- Natasha Liu Bordizzo: Deng Yan
- Austyn Johnson: Caroline Barnum
- Cameron Seely: Helen Barnum
- Fredric Lehne: M. Hallet
- Will Swenson: Philo Barnum

## Producció

### Gènesi i desenvolupament
L'agost de 2011, la 20th Century Fox contracta el director de publicitat i tècnic d'efectes visuals Michael Gracey per posar en escena aquest film biogråfic musical. L'actor Hugh Jackman agafa el projecte com a productor i actor principal.

### Repartiment dels papers
Hugh Jackman és anunciat pel paper principal, Phineas Taylor Barnum, l'agost 2011.
El juny de 2016, s'anuncia que Zac Efron és en negociacions per a un paper al film. Retroba Yahya Abdul-Mateen II, el seu company a Baywatch: Alerta a Malibu (2017).
El paper de Jenny Lind és inicialment escrit per a Anne Hathaway, però finalment és per a Rebecca Ferguson. El juliol de 2016, Michelle Williams és confirmada per al paper de Charity Barnum

### Rodatge
El rodatge va començar el 22 de novembre de 2016 a Nova York.

### Música
| Núm. | Títol                        | Interprètes                                                                    | Durada |
| ---- | ---------------------------- | ------------------------------------------------------------------------------ | ------ |
| 1.   | «The Greatest Show»          | Hugh Jackman, Keala Settle, Zac Efron, Zendaya & The Greatest Showman Ensemble | 5:02   |
| 2.   | «A Million Dreams»           | Ziv Zaifman, Jackman, Michelle Williams                                        | 4:29   |
| 3.   | «A Million Dreams (Reprise)» | Austyn Johnson, Cameron Seely, Jackman                                         | 1:00   |
| 4.   | «Come Alive»                 | Jackman, Settle, Daniel Everidge, Zendaya & The Greatest Showman Ensemble      | 3:45   |
| 5.   | «The Other Side»             | Jackman & Efron                                                                | 3:34   |
| 6.   | «Never Enough»               | Loren Allred                                                                   | 3:27   |
| 7.   | «This Is Me»                 | Settle & The Greatest Showman Ensemble                                         | 3:54   |
| 8.   | «Rewrite the Stars»          | Efron & Zendaya                                                                | 3:37   |
| 9.   | «Tightrope»                  | Williams                                                                       | 3:54   |
| 10.  | «Never Enough (Reprise)»     | Allred                                                                         | 1:20   |
| 11.  | «From Now On»                | Jackman & The Greatest Showman Ensemble                                        | 5:49   |

## Crítica
- "No s'encarrega de jutjar la figura de P.T. Barnum (...) sinó que es limita a convertir-ho en un personatge gairebé de Disney, pícaro i buscavides que acaba simbolitzant el que significa lluitar pels somnis. (…) Puntuació: ★★★ (sobre 5)"[12]

- "Té alguna cosa que t'enxampa per sorpresa: un esperit genuïnament romàntic (...) Els números en 'The Greatest Showman' tenen una força danse-pop que et manté enganxat"[13]

- "És tot fum i miralls, gens de substància. Toca temes bàsics com la família, l'amistat i la inclusió però rebutja els fonaments de la caracterització i la història."[14]